# Age of Love (Album)
Age of Love ist das vierte Studioalbum der deutschen Dance-Band Scooter. Es wurde am 27. August 1997 veröffentlicht und besteht aus einer CD mit 11 Titeln, auf der Limited Edition 12 Titel und in Japan aus 2 CDs mit insgesamt 16 Tracks. Das Album belegte in Finnland Platz 4, in Deutschland den 19. und in Schweden den 26. Platz. In Österreich konnte sich die Platte auf Position 32 platzieren, in der Schweiz auf Platz 35.
Produziert, aufgenommen und abgemischt wurde das Album im Loop Dance Constructions Studio in Hamburg, außerdem in der Limited Edition enthaltenen zusätzlichen Remix von Fire, der in den D.O.N.S. Studios gemischt wurde. Fürs Mixing und die Tontechnik war Rick J. Jordan zuständig. Veröffentlicht wurde Age of Love auf dem Hamburger Label Club Tools in Zusammenarbeit mit dem Vertrieb von edel music.
Das Cover wurde von Marc Schilkowski gestaltet, der sich auch fürs Design weiterer Scooter-Produktionen verantwortlich zeigt. Dazu verwendet wurde ein Foto von Michael Herman. Darauf zu sehen sind die drei Büsten der Scooter-Mitglieder in hohem Kontrast, mit Weichzeichnerfilter und grellen Farben – eine beliebte Bildgestaltung der Dancefloorszene zur damaligen Zeit. Oben steht in plastischer oranger Schrift der Bandname und quer über den unteren Teil verteilt der Name des Albums.
Age of Love war das letzte Album an dem Ferris Bueller beteiligt war. Nach diesem Album verließ er die Band um eine Solokarriere zu starten und wurde durch Axel Coon ersetzt. Mit der Age of Love-Tour starteten Scooter ihre erste Hallentour, auf der sie unter anderem von Brooklyn Bounce und Shahin & Simon als Vorgruppen unterstützt wurden.

## Titelliste
1. Introduction (1:00)
2. The Age of Love (3:48)
3. She Said (5:18)
4. Fire (3:32)
5. Dancing in the Moonlight (4:33)
6. Forever (Keep Me Running) (4:46)
7. Hit The Drum (4:37)
8. Don't Waste No Time (4:14)
9. Tonight (4:58)
10. Return of the Future (4:57)
11. Leave in Silence (3:34)
12. Fire (D.O.N.S. Burn Rubber Mix) (6:34) (Nur auf der Limited Edition)

### Bonus-CD (nur Japan)
1. Fire – Burn Rubber Mix (6:30)
2. Fire – Klubbheads Remix (6:52)
3. Choir Dance (4:22)
4. Hyper Hyper – Live (5:54)

## Musik
Das Intro besteht aus dem Geräusch von Stöckelschuhen auf hartem Boden, einer sich öffnenden knarrenden Tür und dann einsetzender Synthesizermusik mit verzerrten Stimmen. Es geht ins Titellied The Age of Love über, das mit dem typischen Sprechgesang H.P. Baxxters beginnt. Für dieses Lied verwenden Scooter die Titelmelodie des 1991er Films Terminator 2 – Tag der Abrechnung, die von Brad Fiedel komponiert wurde. Zusätzliche Scratches stammen von Shahin Moshirian vom Duo Shahin & Simon.
She Said ist ein Trance-Stück, in dem Theme from S'Express von S’Express und das 1988er-Stück Beat Dis von Bomb the Bass gesampelt werden. Fire beginnt mit einem getragenen Sprechintro und benutzt ein rockiges Gitarrenriff. Dancing in the Moonlight gehört dann zu den ruhigsten Stücken von Scooter. Es ist im Dream-House-Stil angelegt.
Forever (Keep Me Running) ist ein melodisches Trancelied, für das Stephan Browarczyk (im Booklet erwähnt als Steve) von The Underdog Project und Triple S die Stimme beisteuerte. Es ist im Wesentlichen eine Coverversion von Bass Bumpers Keep Me Running aus dem Jahr 1993.
Hit the Drum ist ein MC-lastiges Lied. Das nächste Lied Don't Waste No Time beginnt mit einem Breakbeat. Die Stimmpassagen sind stark an Yellos Stück Bostich angelehnt. Tonight ist ein ruhiges Lied, das komplett mit Breakbeats unterlegt wurde. Auch Leave In Silence, das das Album abschließt (nicht zu verwechseln mit dem gleichnamigen Stück von Depeche Mode), wurde sehr ruhig gehalten.

## Singles

### Fire
Die Single erschien am 27. März 1997 und erreichte die Spitze der finnischen Charts sowie Rang 5 in Deutschland und Österreich. Außerdem landete der Song auf Platz 7 in Schweden, 8 in Irland, 10 in Norwegen und 11 in der Schweiz. Das Lied wurde in Deutschland insgesamt über 250.000 mal verkauft.
Das Cover zur Single zeigt die drei Scooter-Mitglieder auf der Bühne vor einer Feuerwand. H.P. Baxxter bedient dabei eine funkensprühende Gitarre, ein Gimmick, das schon die Rockband KISS verwendete. Gestaltet wurde das Cover von Marc Schilkowski, die Fotos stammen von Frank-Lothar Lange, Klaus Börner und Thorsten Buhe.
Die dritte Version auf der Maxi-Single, Choir Dance, wird vom Schulchor eines Gymnasiums gesungen. Mit diesem Lied unterstützten Scooter die Initiative Schulen ans Netz, die Schulen mit kostenlosem Internetzugang ausstatten will. Der Extended Version ist noch eine Live-Aufnahme von Scooters 1994er-Hit Hyper Hyper aus der Kings Hall in Belfast beigefügt sowie zwei Aufkleber.

#### Titelliste
1. Fire – 3:31
2. Fire – Extended Emergency – 5:10
3. Fire – Choir Dance – 4:19
4. Fire – Dub 1 – 4:59

### The Age of Love
Die Single wurde am 8. August 1997 veröffentlicht und erreichte ebenfalls Platz 1 in Finnland. In Deutschland belegte die Single Position 14, in Österreich und der Schweiz Platz 21 in Frankreich Platz 35.
Das dazugehörige Video war eine sehr aufwändige Produktion. Darin durchfliegen Scooter mit einem Raumschiff eine computergenerierte, futuristische Cyberpunk-Welt. Die Fotografie auf dem Singlecover wurde anlässlich des Videodrehs von Michael Malfer geschossen.

#### Titelliste
1. The Age of Love – 3:50
2. The Age of Love – Club Mix – 6:07
3. Turn Up That Blaster – 5:20